# Banu Musa
Banu Musa je iranska porodica, tačnije sinovi Muse ibn Šakira Horezmija. Bilo ih je trojica, a njihova imena su Ahmed, Muhamed‍:pp. 265. i Hasan ibn Musa.
Tri brata iz porodice Banu Musa uspeli su da unaprede staroindijske dosege matematičkih disciplina. Njihovo delo o ravanskoj i sfernoj geometriji na latinski jezik preveo je Gerard od Kremone. Oni su napisali i zanimljiv traktat o dizalicama. Taj traktat, koji se danas čuva u Vatikanskoj biblioteci, podseća na dela koja su nekada pisali Heron Stari i Filon Aleksandrijski. Iako je ovaj traktat primarno pripadao mehanici, ipak je zanimljivo primetiti i njegovu povezanost s nekim principima geometrije.‍:pp. 1045–1046.

## Mehanika
Mehanika kao nauka i tehnička diciplina pojavljuje se u islamskom svetu već od 851. godine‍:pp. 288., a sinovi Muse ibn Šakira ubrajaju se među muslimane pionire u mehanici. Istričari nauke im u toj naučnoj oblasti pripisuju nekoliko autorskih dela. Ipak, detaljnija istraživanja pokazuju da je samo jedna od tih knjiga direktno povezana sa mehanikom i tehničkim disciplinama. Ta knjiga je kasnije dobila naziv Kitab al-hijal [Knjiga o mehanici]. Smatra se da je napisana oko 850. godine.‍:pp. 290.
U skupštinskoj biblioteci Islamske Republike Iran nalazi se jedan nepotpun rukopis tog dela pod identifikacionim brojem 4072.‍:pp. 290–291. Po svemu sudeći možemo tvrditi da ova knjiga predstavlja prvo reprezentativno poznato delo muslimanskih mislilaca u toj naučnoj oblasti. Autori su u toj knjizi elaborirali način rada i funkcije preko stotinu mehaničkih mašina koje su na osnovu fluidskih mehaničkih karakteristika uglavnom radile a da ih čovek direktno ne pokreće. Iako se ne precizira ime glavnog autora ovog referentnog dela, već se ono povezuje sa sva tri brata iz porodice Banu Musa, ipak Kiftijeva tvrdnja o Ahmedovoj stručnosti na polju mehanike i tehničkih disciplina razotkriva da je najverovatnije on predvodio ovaj značajan naučni projekat. Naučni uticaj koji je ovo delo imalo na buduće tokove mehanike u svetu ponajviše su obelodanili Vidman (E. Wiedemann) i Hauzer (F. Hauser) kada su 1918. godine u svojim istraživanjima veoma precizno analizirali naučna dela porodice Banu Musa.
Više od pola stoleća kasnije, 1981. godine, Ahmed Jusuf al-Hasan i njegovi saradnici, na osnovu postojećih rukopisa Ahmedove knjige u Turskoj, Vatikanu i Nemačkoj, te koristeći još dva nepotpuna primerka sa univerziteta u Lajdenu i Njujorku, pripremili su kompletno izdanje ovog slavnog naučnog dela i objavili ga uz dopunske korekcije i komentare. Takođe ne treba zaboraviti ni podatak da je Donald Hil (Donald Routledge Hill), prilikom prevođenja Ahmedovog naučnog dela o mehanici, podelio u deset različitih kategorija osnovne pribore koji se najčešće spominju u toj knjizi.‍:pp. 291.
Mehaničke mašine koje su kreirane za svakodnevnu upotrebu sačinjavaju veći deo ove knjige. Dakle, najveće mehaničko i tehničko umeće porodice Banu Musa primećujemo u opisu takvih mašina.‍:pp. 292.
U okviru dva glavna dela ove knjige razmatraju se načini pokreta teških predmeta uz pomoć malih količina energije. Osim toga, u njima se govori o pokretnim mašinama koje bi imale takav učinak. Inovativne mehaničke mašine koje su predstavljene u ovoj čuvenoj knjizi uglavnom su izrađene na osnovu principa statike. Autori ovog dela, odnosno kreatori pomenutih mašina, razmišljali su o mogućnosti njihovog dugotrajnog delovanja bez potrebe za stalnim popravkama, i s tom idejom pokušali su da povećaju radni vek svojih mašina na osnovu prve pokretačke energije. Njihova ideja mogla je svakako da posluži kao inspiracija za kasniju izradu automatizovanih mašina i pribora. Ahmed je u svojoj knjizi pisao o više od stotinu raznih mehaničkih mašina, od kojih je preko osamdeset u bliskoj vezi sa rekreativnim aktivnostima. Među ostalim mašinama susrećemo se sa mnogobrojnim fontanama čiji se oblik u kontinuitetu menja. Takođe, primećujemo i veliki broj naftnih lampi čiji se plamen, automatski i bez direktnog učešća čoveka, podešava izlivanjem nafte ka njihovom fitilju, kao i ventile koji izduvavaju zagađen vazduh iz bunara. U tom nizu spominju se i mehaničke lopate koje služe za bezbedno kopanje zemlje na dnu reke ili mora. Objašnjenja o načinu rada pomenutih mašina relativno su kratka (na jednoj strani ili dve strane knjige). Međutim, ispod svakog naslova postoji ilustrativan model koji detaljno prikazuje razne delove mašine i način njihovog montiranja. Skoro svaki deo označen je određenim slovima o kojima se govori u samom tekstu knjige. Veoma je zanimljivo to što su autori ove knjige praktikovali čuvenu tradiciju geometričara da koriste određena slova kako bi označili razne tačke i detalje na samim modelima. Oni su na taj način zapostavili tradiciju arhitekata koji su ista slova koristili da bi označili grupu delova jedne mašine ili objekta.‍:pp. 291–292.
Kada je reč o inovativnim izumima braće Banu Musa iz oblasti mehanike i tehničkih disciplina, ne možemo izostaviti ni činjenicu da su oni prvi put, pet stotina godina pre savremenih evropskih mehaničara, upešno upotrebili kolenasto vratilo.‍:pp. 295.
Sabit ibn Kura je zajedno s braćom Banu Musa preveo sedam od ukupnih osam svezaka velikog dela Apolonija iz Pergama Kupni presci. Originalni starogrčki primerci petog do osmog toma su izgubljeni, zbog čega postaje značajan arapski prevod petog do sedmog toma ove knjige. A osmi tom nije dostupan ni u arapskom prevodu.‍:pp. 1046.

## Izvor
1. 1 2 3 4 5 6 7 8 9 10  Velajati, Ali Akbar (2016), Istorija kulture i civilizacije islama i Irana, preveo Muamer Halilović, Beograd, Centar za religijske nauke „Kom”.